# Oscar Belinetz
Oscar Héctor Belinetz (Villa Minetti, Argentina, 3 de febrero de 1994) es un futbolista argentino. Juega como delantero y su equipo actual es el Quilmes Atlético Club de la Primera Nacional de Argentina.

## Biografía
A la edad de 14 años logró quedar en Chacarita Juniors, tras superar una prueba de jugadores, pero se produjo el fallecimiento de su padre y decidió regresar a su pueblo natal. Luego de trabajar en la gomería familiar decidió probar suerte nuevamente en el fútbol y viajó a Santa Fe a probarse en el Club Atlético Colón logrando quedar seleccionado y con edad de novena división, comenzó su sueño de triunfar. 
Cuando tenía 16 años, jugaba en la séptima división de Colón, estaba en su Villa Minetti natal y mientras iba a una panadería con amigos fue apuñalado en el estómago por un desconocido. Fue trasladado al hospital José María Cullen de la ciudad de Santa Fe, donde lo operaron 6 veces. Era tal la gravedad de las heridas que pidieron a sus familiares que viajaran para estar junto a él, porque su vida corría peligro. Lo daban casi por muerto, ya que tenía afectado órganos vitales.  
Su debut en primera se produjo el 15 de agosto de 2015 en el empate 1-1 de Colón frente a Aldosivi de Mar del Plata, ingresando a los 78´ del ST por Pablo Vegetti.

## Estadísticas

### Clubes
| Colón Argentina | 1.ª                 | 2015                | 3   | 0  | 0 | 0 | - | - | 3   | 0  | 0    |
| Colón Argentina | Total club          | Total club          | 3   | 0  | 0 | 0 | - | - | 3   | 0  | 0    |
| Juventud Unida (SL) Argentina | 2.ª                 | 2016                | 2   | 0  | 1 | 0 | - | - | 3   | 0  | 0    |
| Juventud Unida (SL) Argentina | 3.ª                 | 2016-17             | 17  | 2  | - | - | - | - | 17  | 2  | 0.12 |
| Juventud Unida (SL) Argentina | Total club          | Total club          | 19  | 2  | 1 | 0 | - | - | 20  | 2  | 0.1  |
| Atlético Paraná Argentina | 3.ª                 | 2017-18             | 8   | 0  | - | - | - | - | 8   | 0  | 0    |
| Atlético Paraná Argentina | Total club          | Total club          | 8   | 0  | - | - | - | - | 8   | 0  | 0    |
| Puerto Quito · Ecuador | 2.ª                 | 2018                | 22  | 9  | - | - | - | - | 22  | 9  | 0.41 |
| Puerto Quito · Ecuador | Total club          | Total club          | 22  | 9  | - | - | - | - | 22  | 9  | 0.41 |
| Barnechea · Chile | 2.ª                 | 2019                | 19  | 4  | 4 | 0 | - | - | 23  | 4  | 0.17 |
| Barnechea · Chile | Total club          | Total club          | 19  | 4  | 4 | 0 | - | - | 23  | 4  | 0.17 |
| Xelajú · Guatemala | 1.ª                 | C-2020              | 9   | 1  | - | - | - | - | 9   | 1  | 0.11 |
| Xelajú · Guatemala | Total club          | Total club          | 9   | 1  | - | - | - | - | 9   | 1  | 0.11 |
| Guillermo Brown Argentina | 2.ª                 | 2020                | 6   | 0  | - | - | - | - | 6   | 0  | 0    |
| Guillermo Brown Argentina | 2.ª                 | 2021                | 20  | 4  | - | - | - | - | 20  | 4  | 0.2  |
| Guillermo Brown Argentina | Total club          | Total club          | 26  | 4  | - | - | - | - | 26  | 4  | 0.15 |
| Brown de Adrogué Argentina | 2.ª                 | 2022                | 24  | 5  | - | - | - | - | 24  | 5  | 0.21 |
| Brown de Adrogué Argentina | Total club          | Total club          | 24  | 5  | - | - | - | - | 24  | 5  | 0.21 |
| UTC · Perú | 1.ª                 | 2023                | 19  | 0  | - | - | - | - | 19  | 0  | 0    |
| UTC · Perú | Total club          | Total club          | 19  | 0  | - | - | - | - | 19  | 0  | 0    |
| Alvarado Argentina | 2.ª                 | 2024                | 29  | 8  | - | - | - | - | 29  | 8  | 0.28 |
| Alvarado Argentina | Total club          | Total club          | 29  | 8  | - | - | - | - | 29  | 8  | 0.28 |
| Quilmes Argentina | 2.ª                 | 2025                | 17  | 1  | 2 | 0 | - | - | 19  | 1  | 0.05 |
| Quilmes Argentina | Total club          | Total club          | 17  | 1  | 2 | 0 | - | - | 19  | 1  | 0.05 |
| Total en su carrera | Total en su carrera | Total en su carrera | 195 | 34 | 7 | 0 | - | - | 202 | 34 | 0.17 |
| (1) Las copas nacionales se refiere a la Copa Argentina y a la Copa Chile. (2) Las copas internacionales se refiere a la Copa Libertadores y a la Copa Sudamericana. (3) Media de goles por encuentro. No incluye goles en partidos amistosos. |                     |                     |     |    |   |   |   |   |     |    |      |